# Hit the Lights (demo)
Hit the Lights er den første demo indspillet af thrash metal-bandet Metallica. Bandets medlemmer til denne demo var James Hetfield, Dave Mustaine, Ron McGovney, og Lars Ulrich.
Sangen "Hit The Lights" blev originalt indspillet med Lloyd Grant guitarist hvilket var den samme version der var med på Metal Massacre opsamlingsalbummet. De to andre numre var coversange af Sweet Savage og Savage som blev indspillet af Dave Mustaine til en indøvning. 

## Numre
1. "Hit The Lights" – 4:19
2. "Killing Time" (Sweet Savage cover) – 2:36
3. "Let it Loose" (Savage cover) – 3:08

## Musikere
- James Hetfield – Vokal, rytmeguitar
- Dave Mustaine – Lead guitar
- Ron McGovney – Bas
- Lars Ulrich – Trommer
- Lloyd Grant – Lead guitar på "Hit The Lights"